# NGC 157
NGC 157 (również PGC 2081) – galaktyka spiralna z poprzeczką (SBbc), znajdująca się w gwiazdozbiorze Wieloryba w odległości około 75 milionów lat świetlnych. Została odkryta 13 grudnia 1783 roku przez Williama Herschela.
Do tej pory w galaktyce zaobserwowano jedną supernową:
- SN 2009em, odkryta 5 maja 2009 roku przez Berto Monarda, osiągnęła jasność obserwowaną 16,6m.